# Ali Muhammad Bakir an-Nimr
Ali Muhammad Bakir an-Nimr (arab. ‏علي محمد باقر النمر‎, ur. 19 grudnia 1994) – saudyjski nastolatek, uczestnik protestów w Arabii Saudyjskiej, które miały miejsce w czasie arabskiej wiosny. Został aresztowany przez władze saudyjskie w lutym 2012 roku za działalność wywrotową, a w maju 2014 został skazany na karę śmierci przez dekapitację i ukrzyżowanie (w tej kolejności). Od 23 września 2015 jego wyrok oczekuje na zatwierdzenie przez króla króla Salmana.
Proces an-Nimra został uznany za niesprawiedliwy m.in. przez eksperta ONZ prof. Christofa Heynsa i organizację Amnesty International, która wezwała władze saudyjskie do wstrzymania wykonania wyroku. Z podobnymi apelami wystąpili także prezydent Francji Francois Hollande i premier Manuel Valls.
Ali an-Nimr jest bratankiem szejka Nimra Bakra an-Nimra, który za krytykę władz również został skazany na śmierć i 2 stycznia 2016 roku ścięty wraz z 46 innymi osobami w masowej egzekucji.

## Arabska wiosna
An-Nimr brał udział w protestach w Arabii Saudyjskiej w latach 2011–2012 podczas arabskiej wiosny. Jak podano w wyroku sądu, „zachęcał do protestów prodemokratycznych [za pomocą] BlackBerry”.

## Proces
An-Nimr, podówczas niepełnoletni, został aresztowany 14 lutego 2012. Jak twierdzi jego ojciec, an-Nimr został zatrzymany przez tajne służby, których funkcjonariusze potrącili go samochodem, w wyniku czego doznał wielu złamań i innych urazów. Ali an-Nimr był przez kilka dni hospitalizowany, a następnie został przeniesiony do więzienia Generalnego Dyrektoriatu Śledczego (GDI) w Dammam. Jak sam twierdzi, po zatrzymaniu był torturowany.
27 maja 2014 roku an-Nimr został skazany na śmierć pod zarzutem udziału w demonstracjach antyrządowych, za posiadanie broni i stosowanie przemocy. Jego apelacje do saudyjskiego Specjalistycznego Trybunału Karnego i Sądu Najwyższego zostały odrzucone.
Od 23 września 2015 wyrok na an-Nimra czeka na ratyfikację przez króla króla Salmana. Dawoud al-Marhoon, inny nastolatek aresztowany w 2012 roku w czasie protestów w Prowincji Wschodniej, został na początku października 2015 również skazany na śmierć przez ścięcie, a wyrok zapadł na podstawie zeznań wymuszonych torturami podczas śledztwa

### Sytuacja prawna
Podczas śledztwa i procesu władze uniemożliwiły Al Nimrowi otrzymanie opieki prawnej. Jego prawnikowi zabroniono przesłuchiwania świadków, a władze nie poinformowały go o terminach kilku rozpraw. Apelację Al-Nimra rozpatrywano przy drzwiach zamkniętych. Amnesty International uznała proces za niesprawiedliwy, a w oświadczeniu określiła jego przeprowadzenie za „głęboko wadliwe”.

### Międzynarodowe wsparcie
We wrześniu 2015 roku, lider opozycji w Wielkiej Brytanii Jeremy Corbyn wezwał brytyjskiego premiera Davida Camerona, aby rząd Wielkiej Brytanii naciskał na saudyjskie władze w sprawie odwołania egzekucji Do odwołania egzekucji i zapewnienia an-Nimrowi uczciwego procesu wezwali również Christof Heyns, Specjalny Sprawozdawca Organizacji Narodów Zjednoczonych, Benyam Mezmur, przewodniczący Komitetu Praw Dziecka ONZ, oraz inni eksperci ONZ. 23 i 24 września, prezydent Francji Francois Hollande i premier Manuel Valls wezwali władze Arabii Saudyjskiej do odwołania wyroku. 27 września grupa Anonymous podała, że w proteście przeciwko wyrokowi dokonała ataku informatycznego na kilka saudyjskich stron rządowych. Petycja wzywająca do odwołania wyroku, zainicjowana w portalu Avaaz, zebrała milion podpisów w mniej niż 24 godziny.

## Życie prywatne
Ali an-Nimr jest bratankiem Nimra al-Nimra, popularnego wśród młodzieży i krytycznego wobec władz Arabii Saudyjskiej szyickiego duchownego, który został 15 października 2014 roku skazany na śmierć przez saudyjski sąd za działania antyrządowe (wyrok wykonano 2 stycznia 2016 roku). Rodzina Alego an-Nimra sądzi, że pokrewieństwo to jest powodem jego aresztowania i skazania.